# فاطمه جوادی
فاطمه واعظ جوادی (زاده ۱۳۴۵) معاون رئیس‌جمهور و رئیس سازمان حفاظت محیط زیست ایران در کابینه اول محمود احمدی‌نژاد ۱۳۸۴–۱۳۸۸ بود. وی برادرزاده آیت الله جوادی آملی است.

## ماجرای استعفاء
پس از طرح شایعاتی در مورد استعفا فاطمه جوادی به علت تخلفاتی مالی همسرش، او ضمن رد این موضوع اعلام کرد: کسانی که چنین شایعاتی را راه می‌اندازند، به خدا و آخرت ایمان ندارند. او همچنین اعلام کرد که پس از انتصابش به ریاست سازمان حفاظت محیط زیست و با توجه به رشته تحصیلی و تجارب همسرش در موضوعات زیست‌محیطی، او را به سمت مشاور خود برگزید. گروه‌هایی از طرفداران محیط زیست نیز با تجمع در مقابل ساختمان سازمان محیط زیست خواستار استعفای او شده بودند.

## ماجرای پارک پردیسان
پس از آنکه در سال ۱۳۸۶ سازمان محیط زیست مجوز برگزاری یک سیرک ایتالیایی را در اکو پارک پردیسان صادر کرد، با اعتراض طرفداران محیط زیست مواجه شد آن‌ها این اقدام سازمان محیط زیست را برخلاف وظیفه این سازمان در حراست از حیوانات دانستند. ولی فاطمه جوادی درپاسخ اعلام کرد که طبق قوانین کنوانسیون بین‌المللی، سیرک‌ها باید از کنوانسیون گونه‌های در معرض خطر انقراض، مجوز داشته باشند که سیرکی که در پارک پردیسان برگزار شده‌است این مجوز را دارد.

## انتقادات در پی سفر به عراق
در نیمه تیرماه ۱۳۸۸ و در پی ورود گرد و غبار و معلق شدن ریزگردهای خاکی در اکثر نقاط جوی کشور، جوادی رئیس‌سازمان محیط‌زیست بلافاصله به عراق سفر کرد و با امضای توافق‌نامه‌ای باعث ابراز انتقادات فراوانی به عملکرد این سازمان شد. در این توافق‌نامه ایران قبول کرده تا در عراق بیابان‌زدایی کند و ضمن مالچ‌پاشی مناطق بیابانی آن کشور، زمینه سفر کارشناسان آن کشور و آموزش آن‌ها در ایران را فراهم کند. در صورتی که برخی کارشناسان محیط‌زیست با توجه به نادر بودن این پدیده و اینکه سازمان محیط زیست در ۴۵ سال اخیر تنها یک درصد از مناطق بیابانی ایران را مالچ‌پاشی کرده‌است، این قرارداد را کاملاً غیرکارشناسی، تعجب‌آور و در راستای هدر دادن منابع مالی کشور دانستند.